# Пряшевско-русинский язык

Издание «Сучасный русиньскый списовный язык»
(В. Ябур, А. Плишкова) 2009 года

Пря́шевско-руси́нский язы́к (также пряшевщина; самоназвание: русиньскый язык) — кодифицированная форма карпаторусинского языка в Словакии, одна из двух литературных форм, созданных русинами лемковского диалектного ареала наряду с лемковским литературным языком в Польше. Официально декларация о кодификации словацкого варианта русинского литературного языка была принята в 1995 году. Основой для пряшевской литературной нормы стали говоры Северного Земплина. Область распространения русинских (южнолемковских) говоров, для носителей которых пряшевский является стандартным — Пряшевщина (Пряшевская Русь), один из регионов на северо-востоке Восточной Словакии.
Согласно переписи 2011 года в Словакии носителями русинского языка являются 55 469 человек.
К особенностям пряшевского языка относят такие основные черты, как произношение гласной i на месте исконной o в новозакрытом слоге и наличие разноместного ударения. В лексике наблюдается большое число заимствований из словацкого языка.
Письменность основана на кириллице. Ранее отмечались попытки применить для языка русин Словакии также латиницу словацкого типа.

### Ареал и численность

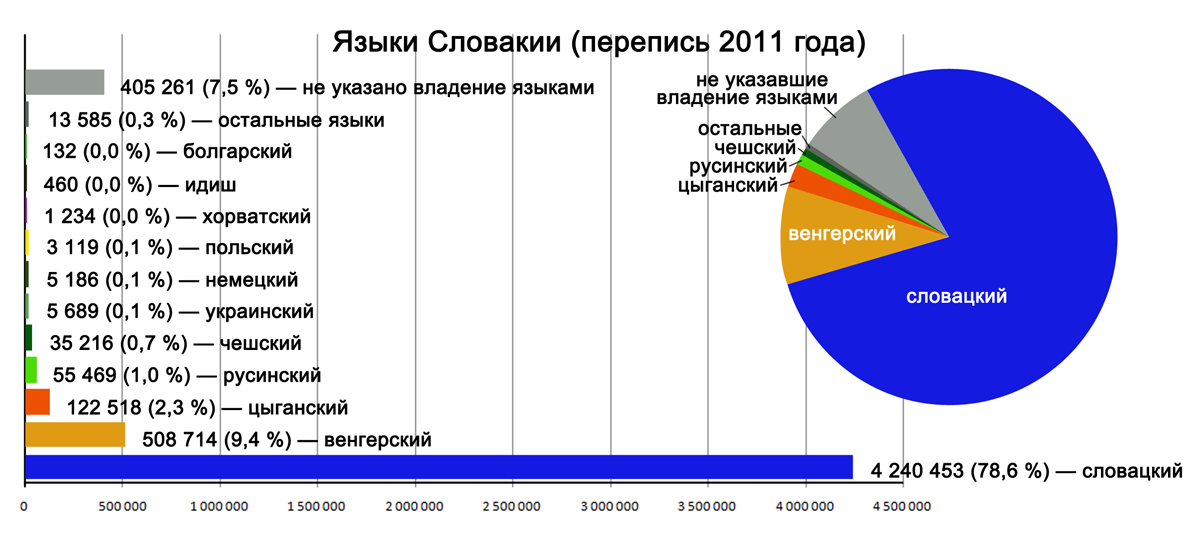
Численность носителей русинского и других языков Словакии (согласно переписи 2011 года)

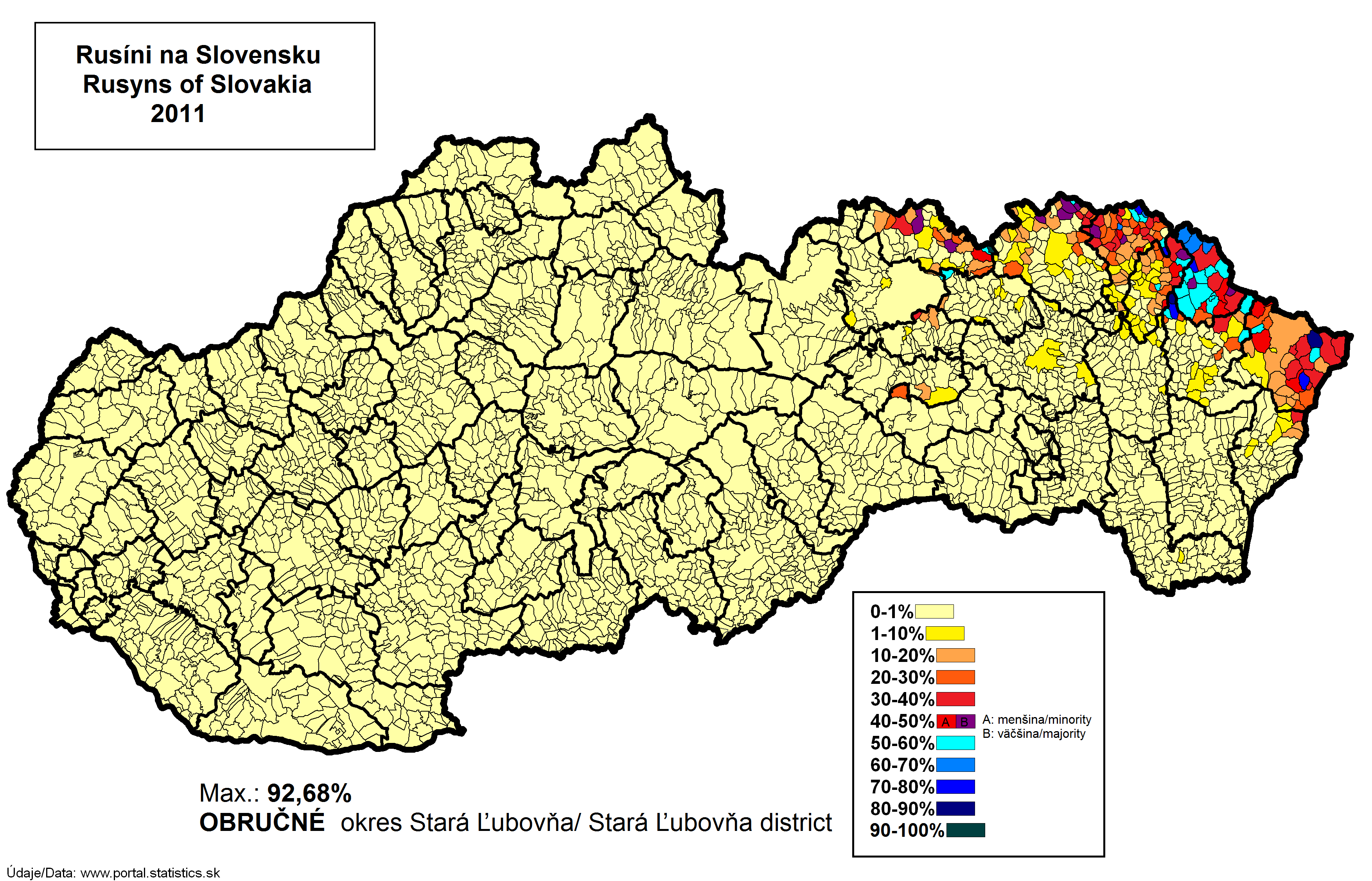
Численность носителей русинского языка в муниципальных образованиях Словакии (согласно переписи 2011 года)

## Лингвогеография

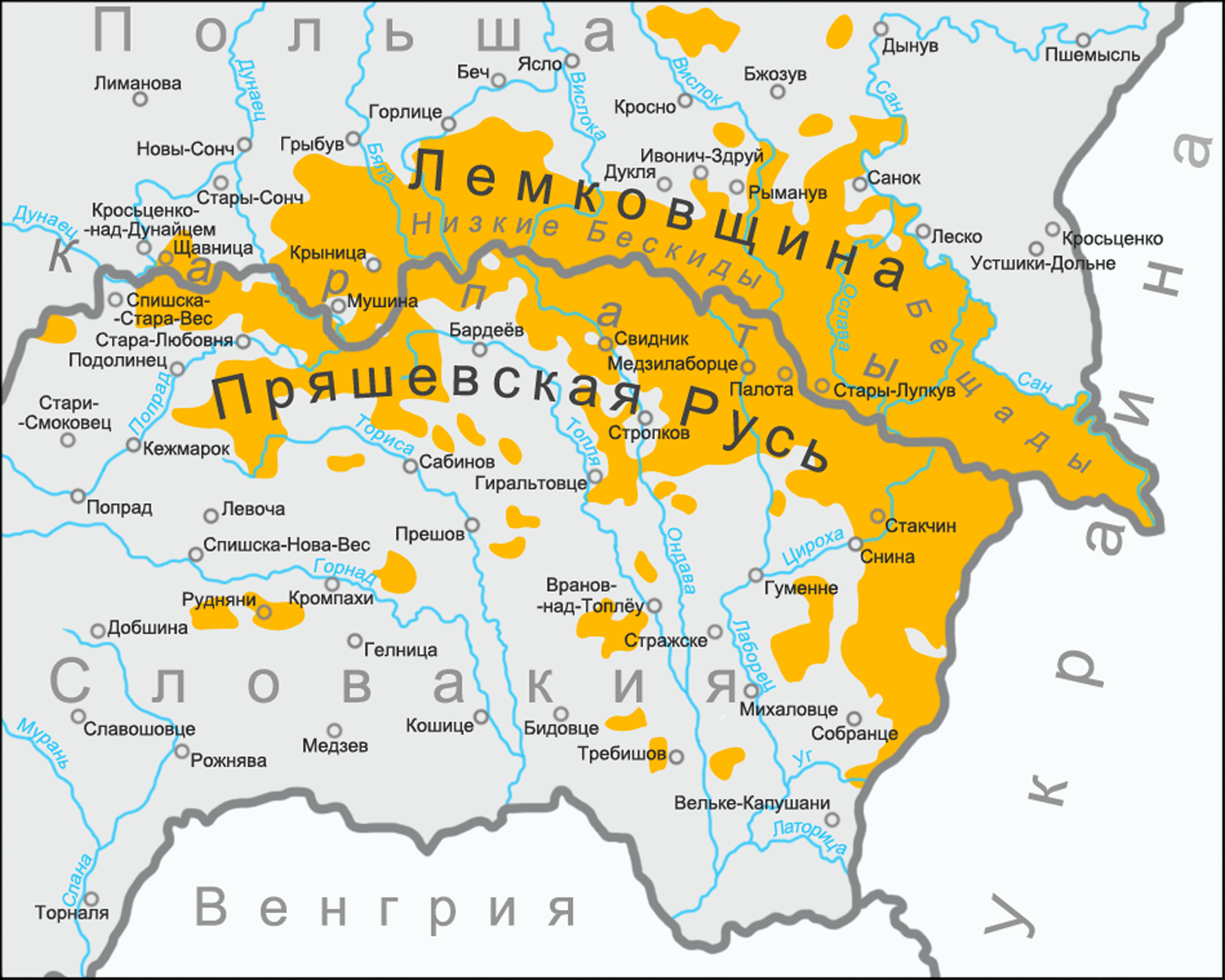
Карта расселения карпатских русинов в 1919—1939 годах на территориях Лемковщины и Пряшевщины в границах современных Польши и Словакии

### Социолингвистические сведения
Пряшевская литературная норма (нередко наряду с местными русинскими говорами) ограниченно используется в разных сферах общественной жизни тех регионов Словакии, которые преимущественно населены русинами. На пряшевском языке создаются произведения художественной литературы. Печатается периодика: в Восточной Словакии издаются «Народная газета» («Народны новинкы», с 1990 года), журналы «Русин» (с 1990 года) и «Артос». На пряшевском создаются программы на Словацком радио и телевидении, предназначенные для национальных меньшинств.

### Диалектная база
Пряшевская литературная норма создана с опорой на говоры русин, распространённые на сравнительно небольшой территории в северной части исторического восточнословацкого региона Земплин. Данный ареал включает земли между реками Цироха и Вырава, западную часть района Снина, северо-восточную часть района Гуменне и юго-восточную часть района Медзилаборце.

Его [пряшевского литературного языка] основа опирается на говоры, размещённые на границе западноземплинского и восточноземплинского диалектов, по линии сёл: Осадне, Гостовици, Паризивци, Чукаливци, Пчолине, Пыхни, Нехваль, Полянка, Зубне, Нижняя и Верхняя Яблинка, Светлици, Збийне и некоторых других.
Оригинальный текст (русин.)Ёго [пряшевского литературного языка] основу творять говоры із граніцї міджі западоземпліньскыма і выходоземпліньскыма діалектами по лінії сел: Осадне, Гостовіцї, Паризівцї, Чукалівцї, Пчолине, Пыхнї, Нехваль, Полянка, Зубне, Нижня і Вышня Яблінка, Светліцї, Збійне і дакотры далшы.

По утверждению кодификаторов, говоры пограничья западноземплинского и восточноземплинского диалектов были выбраны в качестве основы для пряшевского литературного стандарта из-за наибольшей распространённости говоров Земплина среди словацких русин и из-за размещения этих говоров в переходной зоне между лемковскими и среднезакарпатскими диалектами. По мнению Ю. Ванько, выбор диалектной базы для пряшевской литературной нормы был связан с тем, что земплинские говоры были родными для большинства представителей русинской интеллигенции, принимавшего участие в кодификации, что значительно облегчало практическое использование создаваемого стандарта. Между тем, в характеристику пряшевской нормы были включены черты отсутствующие в базовых земплинских говорах. Согласно утверждению В. Ябура, указанные языковые черты были призваны сблизить словацкий вариант русинского языка с вариантами русинского в других странах.

## История
Первым литературным языком словацких русин был церковнославянский язык. В первой половине XX века на Пряшевщине недолго некоторые функции, в частности, в образовании выполнял русский литературный язык. После Второй мировой войны русский сменил украинский язык.
Кодификация пряшевского русинского языка происходила на волне подъёма русинского национального движения, начавшегося в конце 1980-х годов. В 1992 году состоялся Международный конгресс русинского языка, в котором приняли участие представители интеллигенции всех стран, в которых живёт русинское меньшинство. Участники конгресса выработали теоретически принципы кодификации карпаторусинских диалектов. Создавать русинскую литературную норму было решено в два этапа по так называемой романшской модели. На первом этапе предполагалось создание литературных стандартов для отдельных стран с русинским населением, на втором этапе планировалось формирование общей для всех русин языковой нормы. В частности, стандартизации общерусинского языка должна была способствовать публикация текстов на всех разновидностях русинского в пряшевском журнале «Русин».
Основой пряшевского литературного стандарта стали работы русинских авторов В. Ябура, Ю. Панько и Я. Гриба. В их числе правила правописания, орфографический словарь, букварь, хрестоматия для школьников и словарь лингвистических терминов.
В настоящее время практически все функции официального для русин выполняет словацкий язык. Частично в сфере образования и средствах массовой информации используется русинский язык.

## Письменность
Алфавит пряшевского литературного языка включает 36 букв:
| А а | Б б | В в | Г г | Ґ ґ | Д д | Е е | Є є |
| Ё ё | Ж ж | З з | І і | Ї ї | И и | Ы ы | Й й |
| К к | Л л | М м | Н н | О о | П п | Р р | С с |
| Т т | У у | Ф ф | Х х | Ц ц | Ч ч | Ш ш | Щ щ |
| Ю ю | Я я | Ь ь | Ъ ъ |     |     |     |     |

Орфография пряшевской нормы, разработанная в 1990-е гг. (В. Ябур, А. Плишкова, К. Копорова), в значительной мере унаследовала принципы системы Желеховского. Одним из коренных отличий как от желеховки, так и от современной украинской орфографии является последовательное различение звуков «и» и «ы» (в украинском — только «и»), в основном этимологического характера.

## Лингвистическая характеристика

### Фонетика и фонология

#### Гласные
Система вокализма пряшевско-русинской литературной нормы состоит из 7 гласных фонем. Гласные различаются по степени подъёма языка, по ряду и по наличию или отсутствию лабиализации:
| подъём         | ряд               | ряд               | ряд         |
| подъём         | передний          | средний           | задний      |
| подъём         | нелабиализованные | нелабиализованные | лабиализов. |
| -------------- | ----------------- | ----------------- | ----------- |
| верхний        | i                 |                   | у           |
| средне-верхний | и                 | ы                 |             |
| средний        | е                 |                   | o           |
| нижний         |                   | a                 |             |

#### Согласные
В системе консонантизма пряшевско-русинского языка согласные по способу образования (подля способу творїня) разделяют на шумные и сонорные (сонорны согласны). В таблице в парах согласных сверху приведены глухие согласные (глухы согласны), снизу — звонкие (дзвінкы согласны), после обозначения согласных в МФА в круглых скобках приведены обозначения согласных кириллицей, в квадратные скобки заключены некоторые из позиционных вариантов фонем:
| взрывные                  | тв. | p (п) b (б) |             | t (т) d (д)     | t (т) d (д)        | t (т) d (д)      |        | k (к) g (ґ) |       |
| взрывные                  | м.  |             |             | tʲ (т’) dʲ (д’) | tʲ (т’) dʲ (д’)    | tʲ (т’) dʲ (д’)  |        |             |       |
| аффрикаты                 | тв. |             |             |                 | t͡s (ц) d͡z (д͡з)     | t͡ɕ (ч’) d͡ʑ (дж’) |        |             |       |
| аффрикаты                 | м.  |             |             |                 | t͡sʲ (ц’) d͡zʲ (д͡з’) |                  |        |             |       |
| фрикативные               | тв. |             | f (ф) v (в) |                 | s (с) z (з)        | ʃ (ш) ʒ (ж)      |        | x (х)       | ɦ (г) |
| фрикативные               | м.  |             |             | sʲ (с’) zʲ (з’) | sʲ (с’) zʲ (з’)    | sʲ (с’) zʲ (з’)  |        |             |       |
| носовые                   | тв. | m (м)       |             | n (н)           | n (н)              | n (н)            |        |             |       |
| носовые                   | м.  |             |             | nʲ (н’)         | nʲ (н’)            | nʲ (н’)          |        |             |       |
| дрожащие                  | тв. |             |             | r (р)           | r (р)              | r (р)            |        |             |       |
| дрожащие                  | м.  |             |             | rʲ (р’)         | rʲ (р’)            | rʲ (р’)          |        |             |       |
| скользящие согласные      | тв. | [w] ([ў])   |             |                 |                    |                  |        |             |       |
| скользящие согласные      | м.  |             |             |                 |                    |                  | j (й’) |             |       |
| латеральные аппроксиманты | тв. |             |             | l̪ (л)           | l̪ (л)              | l̪ (л)            |        |             |       |
| латеральные аппроксиманты | м.  |             |             | lʲ (л’)         | lʲ (л’)            | lʲ (л’)          |        |             |       |

#### Просодия
Ударение в пряшевской форме русинского языка динамическое, разноместное и подвижное. Место ударения не связано с определённым слогом, оно может падать как на первый слог от конца слова (роса́, мала́), так и на второй (ма́ма, сїдáти), третий (на бéрезї), четвёртый (поперечі́товати) и другие слоги. Часто при словоизменении ударение остаётся на той же самой морфеме во всех формах слова, но нередко возможно и изменение места ударения: но́га — нога́ми; збе́рам — збера́ме. Ударение в русинском в ряде случаев может выполнять сонологическую (смыслоразличительную) роль: се́ла — село́, мука́ — му́ка.
Тип ударения, выбранный в пряшевском языке, сближается с типом ударения, распространённым в говорах закарпатских русин и в украинском языке. Для западного карпаторусинского ареала характерен фиксированный тип ударения на предпоследнем слоге, такой же как и в восточнословацком диалекте и в польском языке. В частности, фиксированное ударение принято за норму в лемковском литературном языке.

### Морфология
Части речи (части речі) пряшевско-русинского языка:
- знаменательные слова (повнозначны слова) — существительные (назывникы, субстантівы), прилагательные (придавникы, адъєктівы), числительные (чісловникы, нумералії), местоимения (містоназывникы, прономіна), глаголы (часослово, вербум), наречия (присловникы, адвербії);
- служебные слова (неповнозначны, помічны слова) — предлоги (приназывникы, препозіції), союзы (злучникы, конъюнкції), частицы (часткы, партікулы);
- междометия (чутєслова, інтеръєкції).

#### Имя существительное
Имя существительное характеризуется категориями рода (род), числа (чісло) и падежа (пад). Выделяется три рода: мужской (мужскый род), женский (женьскый род) и средний (середнїй род); два числа: единственное (єднотне чісло) и множественное (множне чісло) и шесть падежей с отдельно рассматриваемой звательной формой: именительный (номінатів), родительный (ґенітів), дательный (датів), винительный (акузатів), творительный (інштрументал), местный (локал) и вокатив (вокатів, клічна форма). Именительный — прямой падеж, остальные — косвенные. Формы вокатива принимают одушевлённые и персонифицированные неодушевлённые существительные.
Все существительные в зависимости от грамматического рода, окончания форм именительного падежа и окончания основы группируются по характеру склонения (склонёваня, деклінація) в четыре типа.
К существительным первого склонения относят формы мужского, женского и общего рода с окончанием в именительном падеже единственного числа -а (-я) типа стїна, земля, слуга и судця с твёрдым или мягким согласным основы:
| падеж        | единственное число | единственное число | единственное число | единственное число | множественное число | множественное число | множественное число | множественное число |
| падеж        | твёрдая основа     | мягкая основа      | твёрдая основа     | мягкая основа      | твёрдая основа      | мягкая основа       | твёрдая основа      | мягкая основа       |
| ------------ | ------------------ | ------------------ | ------------------ | ------------------ | ------------------- | ------------------- | ------------------- | ------------------- |
| именительный | стїна              | земля              | слуга              | судця              | стїны               | землї               | слугове/слугы       | судцёве/судцї       |
| родительный  | стїны              | землї              | слугы              | судцї              | стїн                | земл                | слугів/слуг         | судцїв              |
| дательный    | стїнї              | землї              | слугови            | судцёви            | стїнам              | землям              | слугам/слугім       | судцям/судцїм       |
| винительный  | стїну              | землю              | слугу              | судцю              | стїны               | землї               | слугів              | судцїв              |
| творительный | стїнов             | землёв             | слугов/слугом      | судцём             | стїнами             | землями             | слугами             | судцями             |
| местный      | стїнї              | земли              | слугови            | судцёви            | стїнах              | землях              | слугах/слугох       | судцях              |

Существительные общего рода типа сирота склоняются по типу слов женского рода с твёрдой основой (стїна, жена). У существительных с мягкой основой типа партія в местном падеже отмечается окончание -ї. Формы вокатива существительных единственного числа с твёрдой основой: жено, старосто, с мягкой основой: землё, судцё. Формы вокатива существительных множественного числа совпадают с формами именительного падежа: жены, старостове/старосты, землї, судцёве/судцї. У лиц и имён собственных возможны сокращения звательных форм: мамо — мам, Марё — Марь.
К существительным второго склонения относят формы мужского рода на согласную и формы среднего рода с окончанием в именительном падеже единственного числа -о, -е, -я, -є с твёрдым или мягким согласным основы. В этот тип склонения включаются также существительные на -о, -е, изменяющиеся по типу форм среднего рода:
| падеж        | единственное число | единственное число | единственное число | единственное число | единственное число | единственное число | единственное число | единственное число | единственное число | единственное число |
| падеж        | твёрдая основа     | мягкая основа      | твёрдая основа     | мягкая основа      | твёрдая основа     | твёрдая основа     | твёрдая основа     | мягкая основа      | мягкая основа      | мягкая основа      |
| ------------ | ------------------ | ------------------ | ------------------ | ------------------ | ------------------ | ------------------ | ------------------ | ------------------ | ------------------ | ------------------ |
| именительный | брат               | двір               | приятель           | день               | дїдо               | домиско            | небо               | море               | значіня            | условіє            |
| родительный  | брата              | двора              | приятеля           | дня                | дїда               | домиска            | неба               | моря               | значіня            | условія            |
| дательный    | братови            | двору              | приятелёви         | дню                | дїдови             | домиску            | небу               | морю               | значіню            | условію            |
| винительный  | брата              | двір               | приятеля           | день               | дїда               | домиско            | небо               | море               | значіня            | условіє            |
| творительный | братом             | двором             | приятелём          | днём               | дїдом              | домиском           | небом              | морём              | значінём           | условіём           |
| местный      | братови            | дворї              | приятелёви         | дню                | дїдови             | домискови          | небї               | морю/морї          | значіню/значінї    | условію/условії    |

#### Местоимение
Местоимения (містоназывникы, прономіна) пряшевско-русинской литературной нормы группируют в 8 разрядов:
1. личные (особны, особно-указуючі): я «я», ты «ты», він «он», вна/она «она», вно/оно «оно»; мы «мы», вы «вы», вни/они «они»;
2. возвратные (рефлексівне): себе (ся) «себя»;
3. указательные (указуючі): тот «этот», тота «эта», тамтот «тот», тамта «та», такый «такой», сесь;
4. притяжательные (присвойны): мій «мой», твій «твой», свій «свой», наш «наш», ваш «ваш»;
5. определительные (вызначены): сам «сам», самый «самый», всякый «всякий», каждый «каждый», жадный, іншакый, інакшый, вшыток;
6. вопросительно-относительные (вопросно-односны): хто «кто», што «что», чій «чей», якый, чій, котрый, кілько;
7. отрицательные (одпоруючі/неґуючі): нихто «никто», ніч «ничто», ниякый «никакой», нічій «ничей»;
8. неопределённые (невызначены): хтось «кто-то», штось «что-то», дахто, дашто, хоцьхто, хоцьшто, хоцьякый, хоцькотрый и т. д.

Склонение личных (первого и второго лиц) и возвратного местоимений:
| падеж        | единственное число | единственное число | множественное число | множественное число | возвратное |
| падеж        | 1-е лицо           | 2-е лицо           | 1-е лицо            | 2-е лицо            | возвратное |
| падеж        | я                  | ты                 | мы                  | вы                  | себя       |
| ------------ | ------------------ | ------------------ | ------------------- | ------------------- | ---------- |
| именительный | я                  | ты                 | мы                  | вы                  | —          |
| родительный  | мене, ня           | тебе, тя           | нас                 | вас                 | себе, ся   |
| дательный    | менї, мi           | тобi, тi           | нам                 | вам                 | собi, сi   |
| винительный  | мене, ня           | тебе, тя           | нас                 | вас                 | себе, ся   |
| творительный | мнов               | тобов              | нами                | вами                | собов      |
| местный      | менї, мi           | тобi               | нас                 | вас                 | собi       |

Склонение личных местоимений третьего лица:
| падеж        | единственное число | единственное число | единственное число | множественное число |
| падеж        | мужской род        | средний род        | женский род        | множественное число |
| падеж        | он                 | оно                | она                | они                 |
| ------------ | ------------------ | ------------------ | ------------------ | ------------------- |
| именительный | він                | вно/оно            | вна/она            | внi/они             |
| родительный  | нёго, ёго, го      | нёго, ёго, го      | нёй, єй            | їх, них             |
| дательный    | нёму, ёму, му      | нёму, ёму, му      | нїй, їй            | їм, ним             |
| винительный  | нёго, ёго, го      | нёго, ёго, го      | ї, єй, ню          | їх, них             |
| творительный | ним                | ним                | нёв                | нима                |
| местный      | нїм                | нїм                | нїх                | них                 |

#### Глагол
Глагол выражает процесс (действие, состояние). Для него характерны категории времени (час), лица (особа), наклонения (способ), залога (часословный род), вида (вид), числа, а также в прошедшем времени и сослагательном наклонении категория рода. Синтаксической функцией глагола в предложении является функция сказуемого (присудок, предiкат).
По выполняемой функции в предложении глаголы разделяют на полнозначные (чiтати, танцёвати, спiвати) и неполнозначные (вспомогательный — быти; глагол-связка — быти; модальные — хотïти, мочi, мати, мусити; фазовые — зачати, продовжовати, перестати и другие).
По грамматическому значению глагольные формы разделяют на финитные (фiнiтны, вызначены часослова) и нефинитные (iнфiнiтны, невызначены часослова). К финитным относят спрягаемые глаголы, для которых характерны категории наклонения и времени — личные (особны часослова) и безличные (неособны часослова). К нефинитные формам относят инфинитив (iнфiнiтiв), причастие (часоприсловник) и деепричастие (часопридавник).
Безличные глаголы выражают процесс без действующего лица или предмета: барз загырмiло.

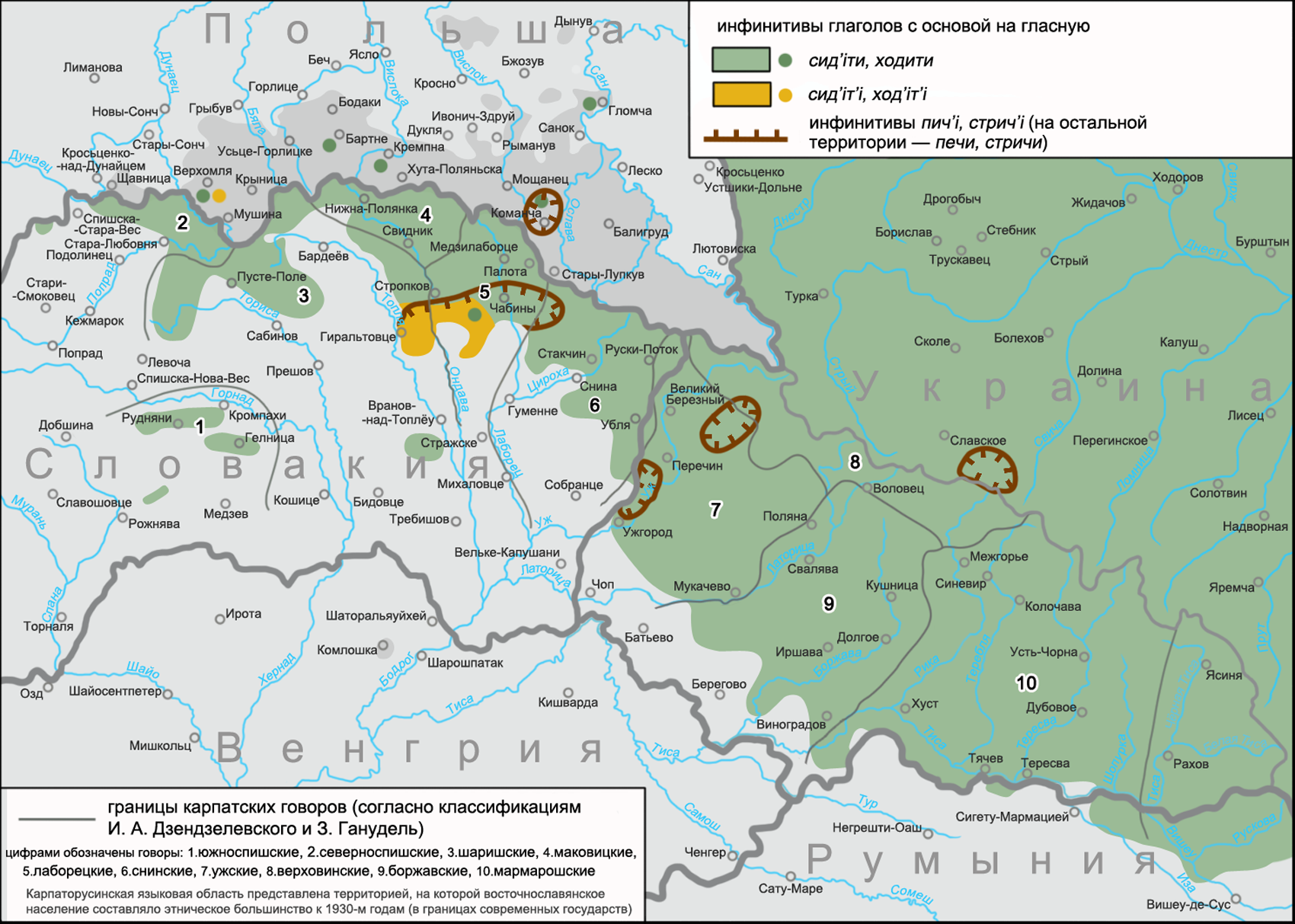
Распространение инфинитивов глаголов с основой на гласную с окончаниями -ти, -тi, а также инфинитивов глаголов на -чи, -чi в восточнославянских говорах Карпатского региона

Для большей части инфинитивов характерны формы на -ти (произносится [т’i]): писати, носити, вести, знати, куповати. Формы на -чi характерны для ограниченной группы глаголов: мочi, волочi, печi. Все глагольные формы образуются от основы инфинитива и от основы настоящего времени (теперïшнïй час, презенс). Реже выделяется как основа форма прошедшего времени (минулый час, претерiт). При определении основы от инфинитива отсекаются флективные морфемы -ти и -чi: роби-ти, стоj-а-ти, нес-ти, а от основы настоящего времени в форме 2-го лица единственного числа отсекаются флексии -еш, -иш/-iш, -ш: роб-иш, стоj-иш, нес-еш.
Категория вида выражает завершённость/ограниченность или незавершённость/неограниченность процесса. По этому признаку различают глаголы совершенного вида (завершеный вид) и глаголы несовершенного вида (незавершеный вид). Большинство глаголов являются одновидовыми (єдновидовы часослова) — принадлежат только к одному виду. Наряду с ними отмечается ряд глаголов, называемых двувидовыми, которые могут выражать значения обоих видов. Глаголы, обозначающие одно действие и различающиеся только семантикой, формируют видовые пары: робити — зробити, говорити — повiсти. Глаголы совершенного вида могут образовываться от глаголов несовершенного вида при помощи префиксов (писати — написати, переписати), суффикса -ну- (копати — копнути) и чередования или выпадения гласных и согласных в основе (являти ся — явити ся, называти — назвати). Глаголы несовершенного вида могут образовываться от глаголов совершенного вида при помощи суффиксов (забыти — забывати), а также путём расширения основы (начати — начiнати) или расширения суффикса в глаголах на -ерти (стерти — стерати). Глаголы видовых пар могут образовываться также супплетивно: брати — взяти.
В зависимости от характера образования основы инфинитива глаголы в пряшевско-русинской норме включаются в шесть словоизменительных классов, в ряде из которых образуют отдельные группы:
- I класс. Глаголы без суффиксов:
  - 1-я группа — глаголы с основой на согласный: вести (веду), нести (несу), мочi (можу), колоти (колю), жати (жну);
  - 2-я группа — глаголы с основой на -а, -у, -ы, -и и -ï: знати (знам, знаю), бити (бю), крыти (крыю);
- II класс. Глаголы с суффиксом -ну-: обернути;
- III класс. Глаголы с суффиксами -i- и -ï-:
  - 1-я группа — глаголы, выражающие переход из одного состояния в другое: червенïти (ся);
  - 2-я группа — глаголы, не выражающие переход из одного состояния в другое: вiдïти;
- IV класс. Глаголы с суффиксом -и- (-i-):
  - 1-я группа — глаголы с корнем на согласный: косити, любити;
  - 2-я группа — глаголы с корнем на -j-: доïти (доj-i-ти);
- V класс. Глаголы с суффиксом -а- (-я-):
  - 1-я группа — глаголы с исконным суффиксом -а- (-я-): чiтати (чiтам), писати (пишу), прати (перу), ковати (кую);
  - 2-я группа — глаголы со вторично образованным суффиксом -а- (-я-) из ě:
    - 1-й подтип — глаголы с корнем на согласный: крiчати (крiч-а-ти);
    - 2-й подтип — глаголы с корнем на -j-: стояти (стоj-а-ти);
- VI класс. Глаголы с суффиксом -ова- (-ёва-): куповати, малёвати.

Глаголы изменяются (спрягаются) по лицам, числам, наклонениям и временам. В пряшевско-русинской норме выделяют два спряжения (часованя, конъюґацiя):
- I спряжение или -е- спряжение с преобладающим тематическим гласным -е- — пиш-е-ш; включает глаголы I класса, II класса, III класса 1-й группы, V класса 1-й группы и VI класса;
- II спряжение или -и- (-i-) спряжение с преобладающим тематическим гласным -и- (-i-) — говор-и-ш; включает глаголы III класса 2-й группы, IV класса и V класса 2-й группы.

Не входят ни в 1-е, ни во 2-е спряжение глаголы ïсти, дати, быти, повiсти.
Категория времени выражает отношение действия к моменту речи. В пряшевской литературной норме различаются формы настоящего времени, прошедшего простого (простый минулый час) и прошедшего сложного времени (зложеный минулый час), а также будущего (будучiй час, футурум) простого (простый будучiй час) и будущего сложного времени (зложеный будучiй час).
Формы настоящего времени образуются от глаголов несовершенного вида. Особый подтип I спряжения составляют глаголы с исконным суффиксом -а- (-я-), который не выпадает при словоизменении: чiтати, гадати, звiдати ся, и глаголы без суффиксов с основой на -а: знати.
Спряжение глаголов настоящего времени нести, чути, чiтати, спiвати, вертïти, доïти':
| лицо и число       | I спряжение               | Iа спряжение                                   | II спряжение                              |
| ------------------ | ------------------------- | ---------------------------------------------- | ----------------------------------------- |
| 1-е лицо ед. числа | несу, чу/j-у/ (чую)       | чiтам, спiвам                                  | верчу, до/j-у/ (дою)                      |
| 2-е лицо ед. числа | несеш, чу/j-е/ш (чуєш)    | чiташ, спiваш                                  | вертиш, до/j-i/ш (доïш)                   |
| 3-е лицо ед. числа | несе, чу/j-е/ (чує)       | чiтать, спiвать                                | вертить, до/j-i/ть (доïть)                |
| 1-е лицо мн. числа | несеме, чу/j-е/ме (чуєме) | чiта/j-е/ме (чiтаєме), спiва/j-е/ме (спiваєме) | вертиме, до/j-i/ме (доïме)                |
| 2-е лицо мн. числа | несете, чу/j-е/те (чуєте) | чiта/j-е/те (чiтаєте), спiва/j-е/те (спiваєте) | вертите, до/j-i/тe (доïте)                |
| 3-е лицо мн. числа | несуть, чу/j-у/ть (чують) | чiта/j-у/ть (чiтають), спiва/j-у/ть (спiвають) | верт’/j-а/ть (вертять), до/j-а/ть (доять) |

При спряжении у глаголов пити, бити, вити в личных формах выпадает гласная -и-: пю, пєш, пють. Также происходят чередования гласных, согласных, выпадение гласных и другие изменения в основе у глаголов типа вести — веду, ведеш; нести — несу, несеш; жати — жну, жнеш; дерти — дру, дреш; молоти — мелю, мелеш; вертïти — верчу; сидïти — сиджу; писати — пишу, пишеш; брати — беру, береш; ковати — кую, куєш и т. д. Глаголы с основой на -а имеют в единственном числе две равнозначные формы: знаю — знам, знаєш— знаш; знає — знать. Равнозначны формы имеют также глаголы типа давати — даю/давам, даєш/даваш, дають/давають и глаголы с суффиксом -ова- (-ёва-) типа куповати — купую/купiю, купуєш/купiєш, купують/купiють.
Спряжение глаголов быти «быть» и ïсти «есть»:
| лицо     | единственное число | единственное число | множественное число | множественное число |
| -------- | ------------------ | ------------------ | ------------------- | ------------------- |
| 1-е лицо | єм                 | ïм                 | сьме                | ïме                 |
| 2-е лицо | єсь                | ïш                 | сьте                | ïсте                |
| 3-е лицо | є                  | ïсть               | суть                | ïдять               |

Формы прошедшего времени образуются от основы инфинитива двумя способами — простым и составным. В форме простого прошедшего времени к основе инфинитива добавляются флексии -в, -ла, -ло, указывающие на род глагола, и флексия -ли, указывающая на множественное число. В функции указания лица могут выступать личные местоимения: чiта-ти — я, ты, он чiтав; я, ты, она/вна чiтала; я, ты оно/вно чiтало; мы, вы они/вни чiтали. Особые формы мужского рода образуются от основ инфинитива на согласные з, с, р, г, к, б, п, в: вiз, тер, мiг, пiк, скуб. В то же время в глаголах на -с типа плести (с основой настоящего времени на -д, -т) в формах мужского рода отмечается флексия -в: красти, крад-еш — крав, плести, плет-еш — плïв.
Составное прошедшее время образуется из форм глаголов простого прошедшего времени в сочетании с формами 1-го и 2-го лица настоящего времени вспомогательного глагола быти, при этом в формах среднего и женского рода возможно сращение этих глаголов с последующим стяжением гласных: чiтав єм, чiтав єм, чiтала єм/чiталам, чiтало єм/чiталом, чiтали сьме; чiтав єсь, чiтала єсь/чiталась, чiтало єсь/чiталось, чiтали сьте.
Спряжение глаголов прошедшего времени писати и нести:
| лицо     | единственное число                | единственное число                                     | единственное число                                           | множественное число                       |
| лицо     | мужской род                       | средний род                                            | женский род                                                  | множественное число                       |
| -------- | --------------------------------- | ------------------------------------------------------ | ------------------------------------------------------------ | ----------------------------------------- |
| 1-е лицо | я писав/писав єм я нïс/нïс єм     | писало/писало єм (писалом) несло/несло єм (неслом)     | я писала/писала єм (писалам) несла/несла єм (неслам)         | мы писали/писали сьме мы несли/несли сьме |
| 2-е лицо | ты писав/писав єсь ты нïс/нïс єсь | писало/писало єсь (писалось) несло/несло єсь (неслось) | ты писала/писала єсь (писалась) ты несла/несла єсь (неслась) | вы писали/писали сьте вы несли/несли сьте |
| 3-е лицо | он писав он нïс                   | оно/вно писало оно/вно несло                           | она/вна писала она/вна несла                                 | они/вни писали они/вни несли              |

Глаголы типа привыкнути, стиснути имеют две равнозначные формы прошедшего времени: привык/привыкнув, стис/стиснув и т. п. У глаголов на -лоти (молоти, колоти) формы мужского рода образуются при помощи окончания -в: молов, колов, полов. Особые формы прошедшего времени отмечается у глаголов рости (рiс, росло, росла, росли), лячi (лïг, легло, легла, легли), iти (iшов/йшов, iшло/йшло, iшла/йшла, iшли/йшли).
Формы прошедшего времени глаголов быти, ïсти, дати, повiсти: был, было, была, были; ïв, ïло, ïла, ïли; дав, дало, дала, дали; повiв, повiло, повiла, повiли.
Формы будущего простого времени (синтетические формы) образуются от глаголов совершенного вида. Для них характерны те же окончания двух спряжений, что и для форм настоящего времени.
Спряжение в будущем простом времени глаголов принести, вывертïти и прочiтати:
| лицо и число       | I спряжение | Iа спряжение | II спряжение |
| ------------------ | ----------- | ------------ | ------------ |
| 1-е лицо ед. числа | принесу     | выверчу      | прочiтам     |
| 2-е лицо ед. числа | принесеш    | вывертиш     | прочiташ     |
| 3-е лицо ед. числа | принесе     | вывертить    | прочiтать    |
| 1-е лицо мн. числа | принесеме   | вывертиме    | прочiтаєме   |
| 2-е лицо мн. числа | принесете   | вывертите    | прочiтаєте   |
| 3-е лицо мн. числа | принесуть   | вывертять    | прочiтають   |

Особые формы простого будущего времени отмечаются у глаголов лячi — ляжу/лягну, ляжеш/лягнеш, ляжуть/лягнуть; сïсти — сяду, сядеш, сядуть; взяти — возьму, возьмеш, возьмуть.
Формы простого будущего времени глаголов дати и повiсти: дам, даш, дасть, даме, дате/дасте, дадуть; повiм, повiш, повiсть, повiме, повiсте, повiдять.
Формы будущего составного времени (аналитические формы) образуются при помощи инфинитивов глаголов несовершенного вида и стоящих перед ними личных форм глагола быти.
Спряжение в будущем составном времени глагола нести:
| лицо     | единственное число | множественное число |
| -------- | ------------------ | ------------------- |
| 1-е лицо | буду нести         | будеме нести        |
| 2-е лицо | будеш нести        | будете нести        |
| 3-е лицо | буде нести         | будуть нести        |